# Branchinecta brushi
Branchinecta brushi (лат.) — вид жаброногих пресноводных ракообразных из семейства Branchinectidae. Чили (Южная Америка). Описан в 2010 году и назван в честь аквалангиста, нырявшего на рекорд и нашедшего типовую серию.
Обитает на самых больших высотах среди всех представителей ракообразных (5930 м в горах Анды, озеро около стратовулкана Панири), разделяя этот рекорд с веслоногим ракообразным Boeckella palustris (Copepoda).

## История открытия и этимология
Типовые экземпляры B. brushi были собраны 13 декабря 1988 года Чарльзом Ф. Брашем (Charles F. Brush; 1923—2006) во время попытки побить мировой рекорд по самому высокому в мире погружению с аквалангом. Эта попытка была предпринята в небольшом озере размером 12 на 6 метров в поперечнике на высоте 5930 метров недалеко от вершины стратовулкана Серро Панири (22,08 ° ю. ш., 68,25 ° з. д.) в провинции Антофагаста, Чили.
B. brushi  был собран вместе с некоторыми другими видами со льда толщиной менее 5 сантиметров. Образцы хранились в 70 % этаноле в Музее естественной истории Пибоди (Нью-Хейвен) и Национальном музее США (Вашингтон) в течение почти 20 лет, прежде чем были повторно исследованы. В конечном итоге этот вид был описан в 2010 году американскими исследователями Thomas A. Hegna и Eric Lazo-Wasem и получил видовой эпитет B. brushi в память о Браше.

## Описание

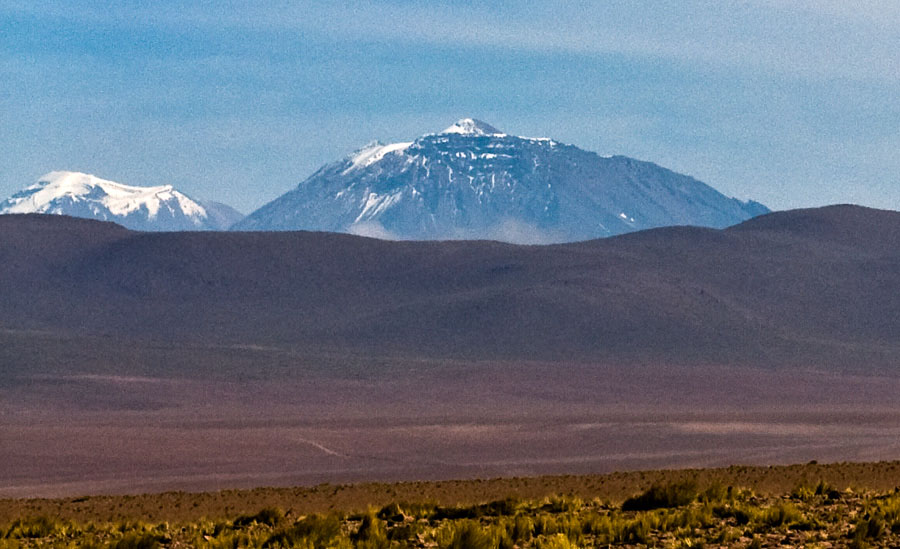
Branchinecta brushi обитает недалеко от вершины стратовулкана Панири.

Самцы имеют длину 10-16 миллиметров, а самки всего 9-13 миллиметров. Как и у других креветок, самцы имеют сложные структуры на своих вторых антеннах, которые используются при спаривании. B. brushi очень похож на Branchinecta valchetana, от которого отличается формой усиков и гонопод.

## Экология
Branchinecta brushi делит рекорд среди ракообразных, живущих на самой большой высоте, с копеподой Boeckella palustris, также найденной в том же бассейне. Единственная более высокая запись, в которой утверждалось, что Branchinecta paludosa встречается на высоте 30 000 м, является «почти наверняка типографской ошибкой». Ракообразные редко связаны с жизнью на больших высотах, но креветки, такие как B. brushi, производят спящие цисты, которые способны пережить длительное высыхание и способствовать расселению. Замкнутый характер водоема, вероятно, снижает риск нападения хищников, позволяя B. brushi завершить свой жизненный цикл.
Ранее самыми высокогорными были ветвистоусые ракообразные Daphniopsis chilensis (5883 м, Licancebur Volcano, Чили) и дафния Daphnia tibetana (5460 м, Непал, Гималаи).